# Maria Christina Bruhnová
Maria Christina Bruhnová (1732–1808) byla švédská vynálezkyně v oblasti vojenské techniky, kde vylepšila konstrukci kartušů děl.

## Život
Maria Bruhnová se narodila ve Stockholmu v roce 1732 účetnímu Johanu Bruhnovi a Inge Catharině Behmové. Byla nejstarší ze tří sester – Ingrid se narodila v roce 1737 a Eva v roce 1741. Následující rok otec zemřel a jejich matka získala povolení k otevření podniku na výrobu tapet a tapiserii. Po smrti matky devatenáctiletá Marie převzala její podnik a starala se o sestry. Z korespondencí je známo, že se Marie věnovala hlavně míchání barev a laků.
Sestra Ingrid se provdala za inženýra Hieronymuse von der Burga, který studoval pod Carlem Linné a mohl Marii seznámit s významnými stockholmskými učenci. Mezi těmi byli i Nils Lindholm a Pehr Lehnberg, armádní profesoři.
V roce 1773 vyhlásil král Gustav III. Švédský konstrukční soutěž na hlavně a kartuše děl. Marie svůj návrh pro voděodolné a ohnivzdorné kartuše prezentovala Švédské Královské akademii věd 2. března 1774. U zkoušky uspěl, došlo k zanechání rezidua uvnitř děla a k jeho zablokování. Dalším prezentujícím svůj návrh byl Reinhold von Anrep, generál dělostřelectva. Ani jeden návrh nakonec nebyl vybrán.
Marie svůj návrh upravila tak, že přidala tenký kus látky na jeden konec kartuše. Na své náklady poté zásobovala těmito kartušemi kadety do roku 1780. Fungovaly bez problémů. Tento upravený návrh vydával major Per Gustaf Wagenfelt za vlastní. Eventuálně na něj byla podána stížnost, že nejde o jeho návrh, ale o Mariin.
V roce 1783 se přihlásila jako vynálezkyně onoho návrhu a dožadovala se finanční odměny. Administrativa se táhla, ale Marie vytrvávala. Po třech letech, v srpnu 1786, se dočkala rozhodnutí. Její návrh byl shledaný nejlepším a nejlevnějším a byl vyhlášen vítězem. Cenu získala 8. května 1787. Její kartuše byly používány až do roku 1817.
Provozovnu prodala a žila se sestrou Evou. Zemřela v roce 1808.